# Gabriele Tarquini

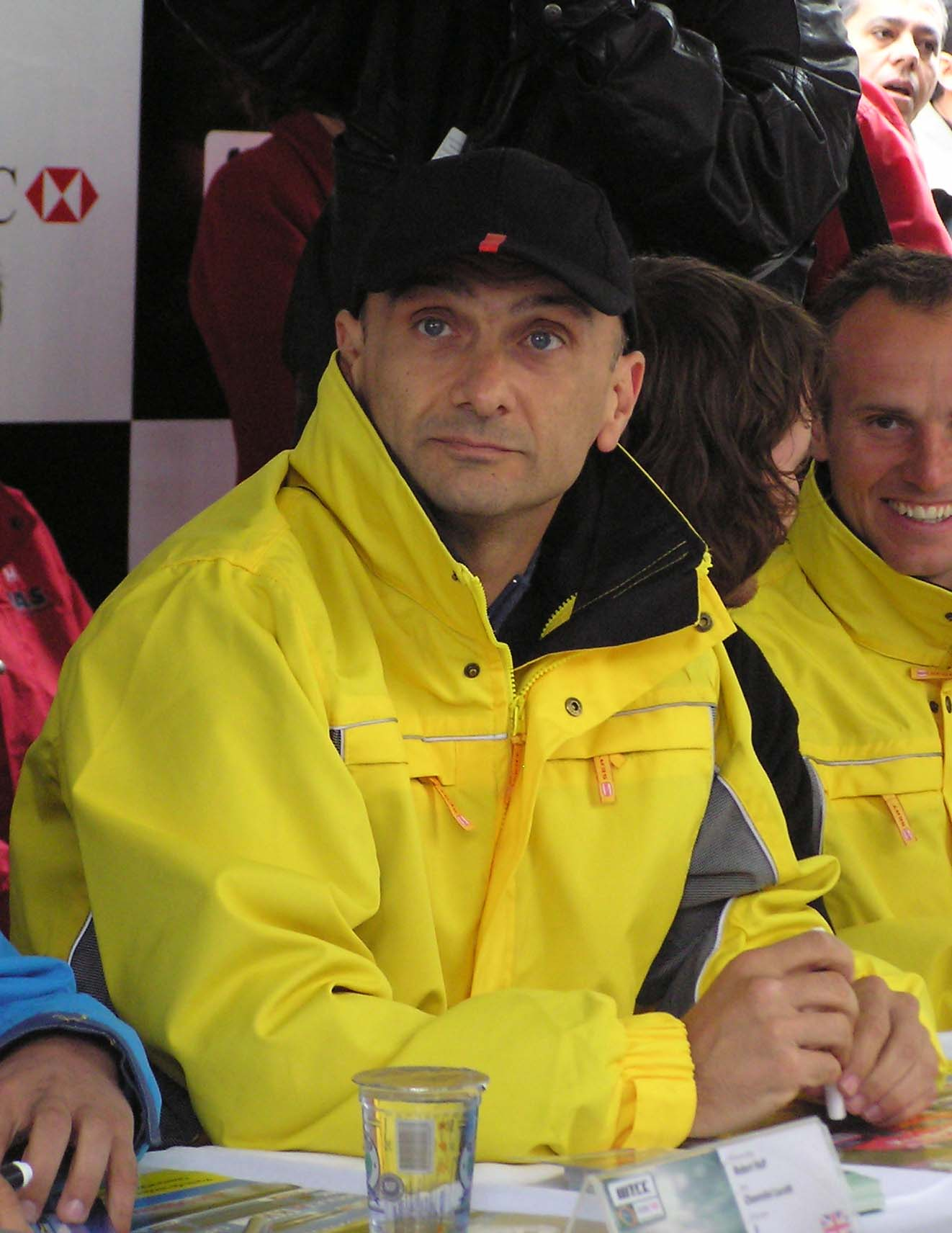
Gabriele Tarquini

Gabriele Tarquini (Giulianova, 2 maart 1962) is een Italiaans autocoureur die tegenwoordig in het WTCR   (opvolger van het WTCC) uitkomt. Tarquini heeft het record van het hoogst aantal mislukte kwalificaties in de Formule 1.
De vader van Tarquini had een kartbaan en Gabriele begon al vroeg met racen. In 1984 werd hij Italiaans, Europees en wereldkampioen karting. Daarnaast kwam hij uit in Formule 3, Formule 3000 en was deelnemer aan de 24 uur van Le Mans. Tijdens de Grand Prix van San Marino in 1987 maakte hij zijn debuut in de Formule 1 voor het kleine team van Osella. Tarquini zou zijn hele carrière voor kleine teams rijden.
Voor het seizoen 1988 was Tarquini de enige coureur van Coloni met een achtste plaats in Canada als beste resultaat. Een jaar later zou hij voor FIRST uitkomen maar nadat het team door de FIA was geweigerd, werd hij door AGS aangetrokken als vervanger van Philippe Streiff die zwaar gecrasht was tijdens testritten. Bij de Grand Prix van Mexico pakte Tarquini de zesde plaats en dus een punt. In de loop van 1989 werd de AGS steeds zwakker en in 1990 en 1991 kwam Tarquini nog maar zelden aan de start.
Eind 1991 stapte Tarquini over naar Fondmetal dat in 1992 met name in trainingen een goede indruk achter liet en Tarquini kwalificeerde zich altijd. De wagen bleek echter zeer onbetrouwbaar en haalde hij maar een keer de finish. Na de Grand Prix van Italië werd Fondmetal opgedoekt. Tarquini zocht daarop zijn heil in toerwagens en was met Alfa Romeo zeer succesvol. In 1995 reed hij nog eenmalig als invaller voor Tyrrell tijdens de Grand Prix van Europa.
In 2009 werd Gabriele Tarquini voor het eerst wereldkampioen bij de toerwagens, toen hij met een officiële Seat Leon TDI het WTCC wist te winnen.
In 2018 werd hij met een Hyundai wereldkampioen in het WTCR, de opvolger van het WTCC.